# Мураками (Ниигата)
Мураками (яп. 村上市 Мураками-си) — город в Японии, расположенный в северной части префектуры Ниигата. Основан 31 марта 1954 года. 1 апреля 2008 года в состав города вошли посёлки Мураками, Ивафуне, Сенами и сёла Сабери, Камикайфу уезда Ивафуне.
Площадь города составляет 1174,24 км², население — 63 146 человек (1 августа 2014), плотность населения — 53,78 чел./км².
Мураками-город-побратим Сабаэ в префектуре Фукуи.

## Фестиваль
Мураками Тайсай, традиционный региональный фестиваль, проводится в центре города Мураками с 1868 года каждый год 6 и 7 июля.